# Я очень возбуждён
«Мимолётные любовники» или «Влюблённые пассажиры» (исп. Los amantes pasajeros) — испанская комедия 2013 года, сценаристом и режиссёром которой выступил Педро Альмодовар. Девятнадцатый полнометражный фильм в карьере режиссёра, ознаменовавший его возврат к жанру комедии. В российском прокате фильм шёл под названием «Я очень возбуждён».
Мировая премьера фильма состоялась 8 марта 2013 года в Мадриде и в Кальсада-де-Калатрава, на малой родине режиссёра. Лента получила номинации на премию Европейской киноакадемии за лучшую комедию и за лучший фильм по мнению зрителей, а также на премию «Гойя» за лучшие костюмы.

## Сюжет
Аэробус А340 компании «Пенинсула» совершает перелёт из Мадрида в Мехико. Во время полёта обнаруживается серьёзная техническая поломка, и самолет вынужденно кружит над Испанией в поисках свободного аэродрома, на котором можно совершить аварийную посадку.
По мере того, как пассажиры осознают всю опасность ситуации, они начинают снимать с себя маски, раскрывать собственные секреты и пороки, представать перед зрителями такими, какими являются на самом деле. На борту самолёта находятся: три стюарда-гея Фахас (Карлос Аресес), Хосерра (Хавьер Камара), Ульоа (Рауль Аревало); главный пилот Алекс Асеро (Антонио де ла Торре), счастливый семьянин и бисексуал, любовник стюарда Хосерры; второй пилот Бенито Морон (Уго Сильва), латентный гей; ясновидящая Бруна (Лола Дуэньяс), которая всё ещё девственница, потому что мужчины её боятся; сеньор Мас (Хосе Луис Торрихо), коррумпированный предприниматель, который бежит из Испании; Инфанте (Хосе Мария Яспик), человек, о котором не знают почти ничего, кроме того, что он читает книгу «2666»; Норма Босс (Сесилия Рот), порнодива в прошлом, владеющая компроматом на 600 главных лиц Испании; Рикардо Галан (Гильермо Толедо), актёр-неудачник; молодожёны, отправившиеся в свадебное путешествие (Мигель Анхель Сильвестре и Лайя Марти). Также в фильме действуют второстепенные персонажи: Руфь (Бланка Суарес); Альба (Пас Вега); Леон (Антонио Бандерас), техрабочий, по вине которого происходит поломка в самолёте; Джессика (Пенелопа Крус), его жена; а также консьержка в подъезде, где живёт Альба.
В целом сюжет фильма представляет собой сатиру на экономический кризис в ЕС и, в частности, в Испании.

## В ролях
- Антонио де ла Торре — Алекс Асеро

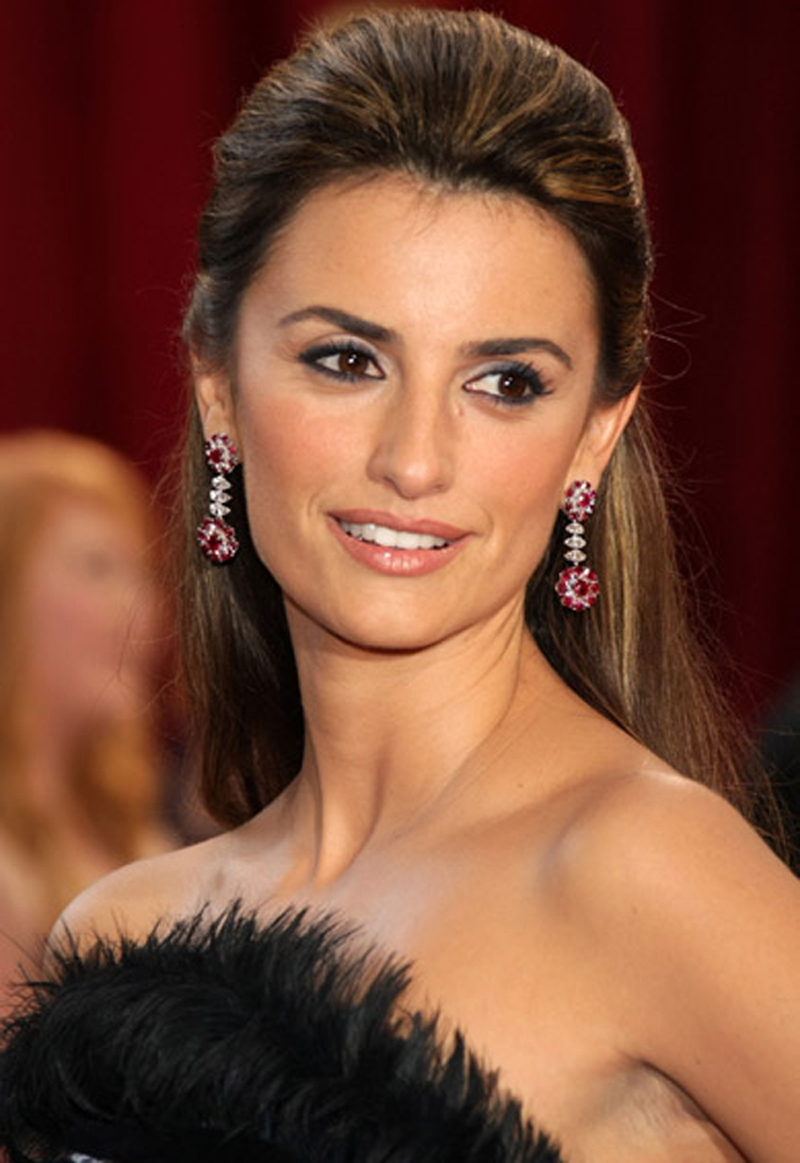
Пенелопа Круз

- Уго Сильва — второй пилот Бенито Морон
- Пас Вега — Альба
- Сесилия Рот — Норма
- Бланка Суарес — Руфь
- Карлос Аресес — Фахас
- Хавьер Камара — Хосерра
- Рауль Аревало — Ульоа
- Лола Дуэньяс — Бруна
- Хосе Луис Торрихо — Мас
- Хосе Мария Яспик — Инфанте
- Гильермо Толедо — Рикардо Галан
- Мигель Анхель Сильвестре и Лайя Марти — молодожёны
- Антонио Бандерас[6] — камео/эпизод (Леон)
- Пенелопа Крус[6] — камео/эпизод (Джессика)

Как и в большинстве фильмов Педро Альмодовара, в этом фильме в эпизодической роли снялся его брат Агустин Альмодовар. Он сыграл диспетчера аэропорта в конце фильма.

## Работа над фильмом
Несколько сцен фильма было снято в аэропорту города Сьюдад-Реаль. Официальный постер был создан известным испанским художником Хавьером Марискалем.